# Redwatch
Redwatch je web neonacistických a rasistických organizací namířený proti osobám zastávajícím názory, které je možné označit za levicové, anarchistické nebo pouze antifašistické, případně proti osobám z okruhu sexuálních či národnostních menšin. Web uveřejňuje osobní údaje těchto osob (adresy, fotografie, čísla telefonů, pracoviště nebo školy) a současně i výhrůžky na jejich adresu za výše zmíněnou činnost.
Redwatch byl původně britský neonacistický časopis, který obdobně vydával fotografie a osobní informace o odpůrcích ultrapravicové ideologie. 
Weby Redwatch existují nyní kromě Velké Británie také v Německu, Holandsku a Polsku. V roce 2007 došlo k pokusu zprovoznit také českou verzi webu.